# Prehistòria a França

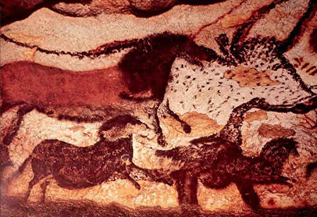
Pintures de Lascaux

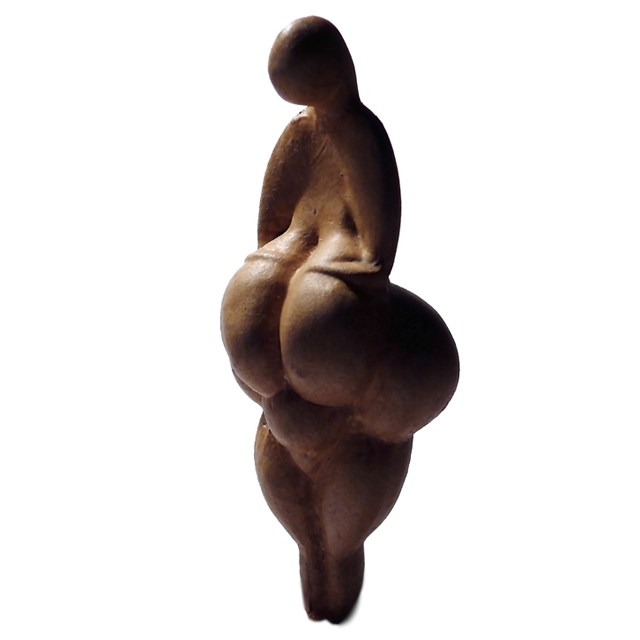
Venus de Lespugue

La prehistòria a França es refereix al període francés que precedeix l'inici de la història (entesa aquesta com el registre escrit dels esdeveniments del passat). En absència de fonts escrites són les fonts arqueològiques les que en permeten la reconstrucció. La utilització del marc geogràfic de l'actual estat francés respon a convencions historiogràfiques.
L'inici de la presència humana al territori es pot rastrejar fins a les troballes lítiques de Lesinhan la Ceba (2009), datades en una antiguitat d'1,57 milions d'anys; mentre que el final de la prehistòria i l'inici de la protohistòria (amb presència de fonts escrites indirectes) s'hi produí en el I mil·lenni ae, amb la colonització grega de la costa sud i l'expansió a l'interior de la civilització gal·la a partir dels celtes de la Cultura de La Tène.

## Paleolític

### Paleolític inferior

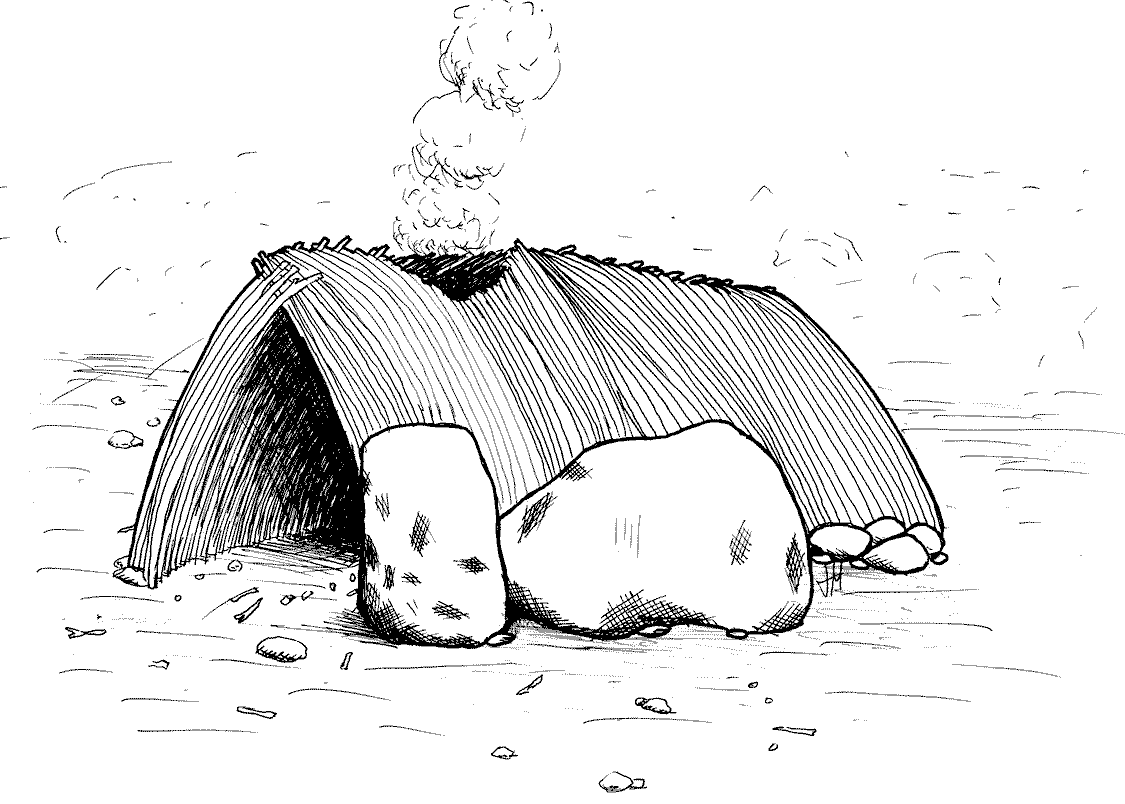
Reconstrucció de la cabana de Terra Amata, segons Henry de Lumley

A més del jaciment de Lesinhan, a l'actual estat francés s'han trobat indústries de l'olduvaià (abbevil·lià) i acheulià, associables a Homo erectus i Homo heidelbergensis. La grotte du Vallonnet (prop de Menton) conté eines rudimentàries de pedra d'una antiguitat entre un milió i 1,05 milions d'anys. Les coves s'usaven com a allotjament, però possiblement els caçadors recol·lectors paleolítics també construirien assentaments provisionals, com els associats a útils acheulians de la grotte du Lazaret i Terra Amata (prop de Niça), on s'han trobat les més antigues evidències d'ús del foc a Europa (400.000 anys d'antiguitat).

### Paleolític mitjà

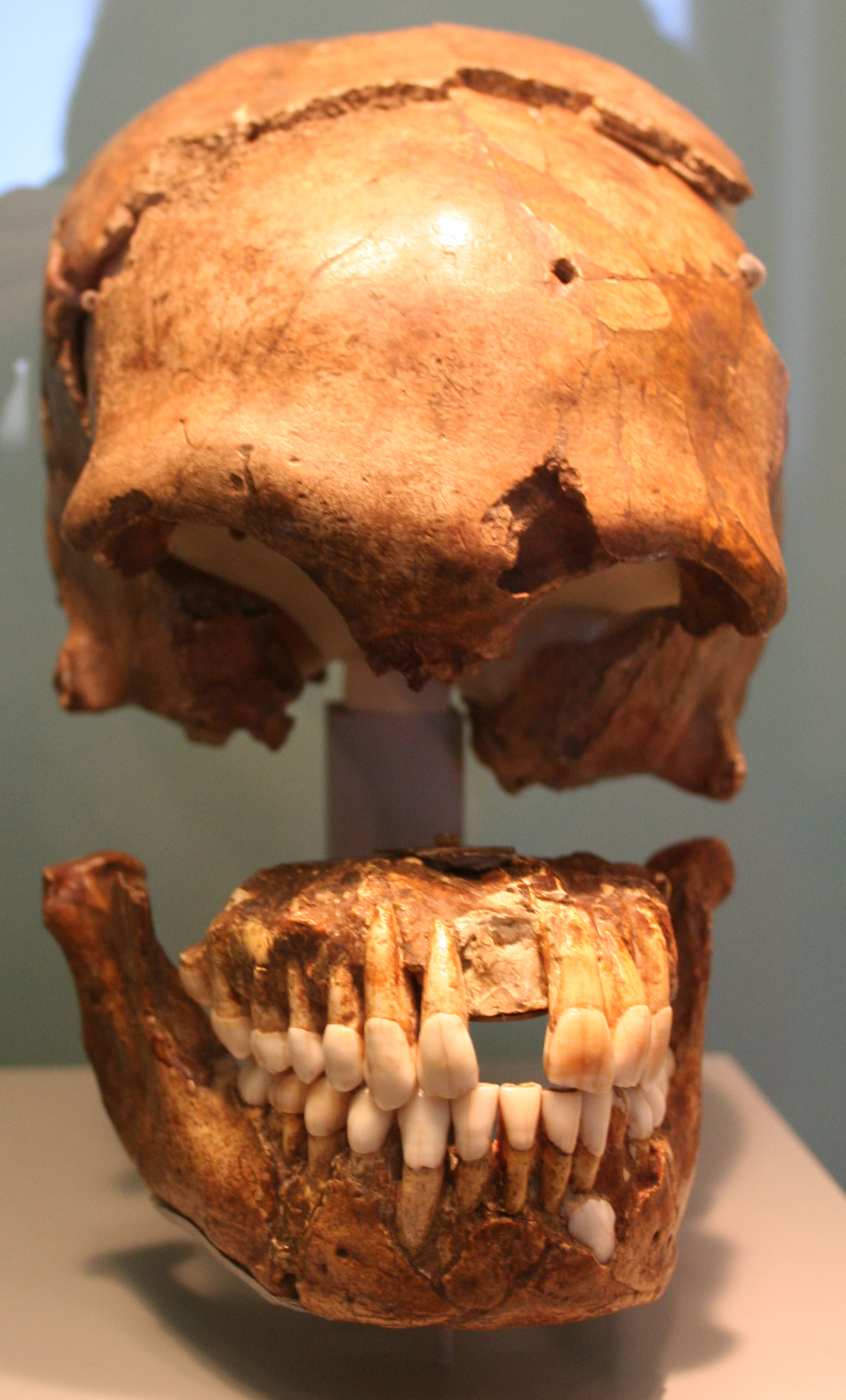
Crani de Lo Mostièr

L'arribada de l'Home de Neandertal data de fa 300.000 anys, i la seua desaparició fa sobre 30.000 anys: coexistí deu mil anys amb els humans moderns, l'arribada dels quals, coincidint amb un període glacial, segurament en va causar l'extinció. Associada al Neandertal està la cultura del Mosterià, denominada així pel jaciment tipus de Lo Mostièr, un abric rocós de la Dordonya, caracteritzada per la tècnica Levallois de talla lítica (tot i que s'originà en el Paleolític inferior, s'associa a les indústries neandertals del Paleolític mitjà). Recerques més recents suggereixen l'intercanvi cultural entre neandertals i humans moderns.

### Paleolític superior

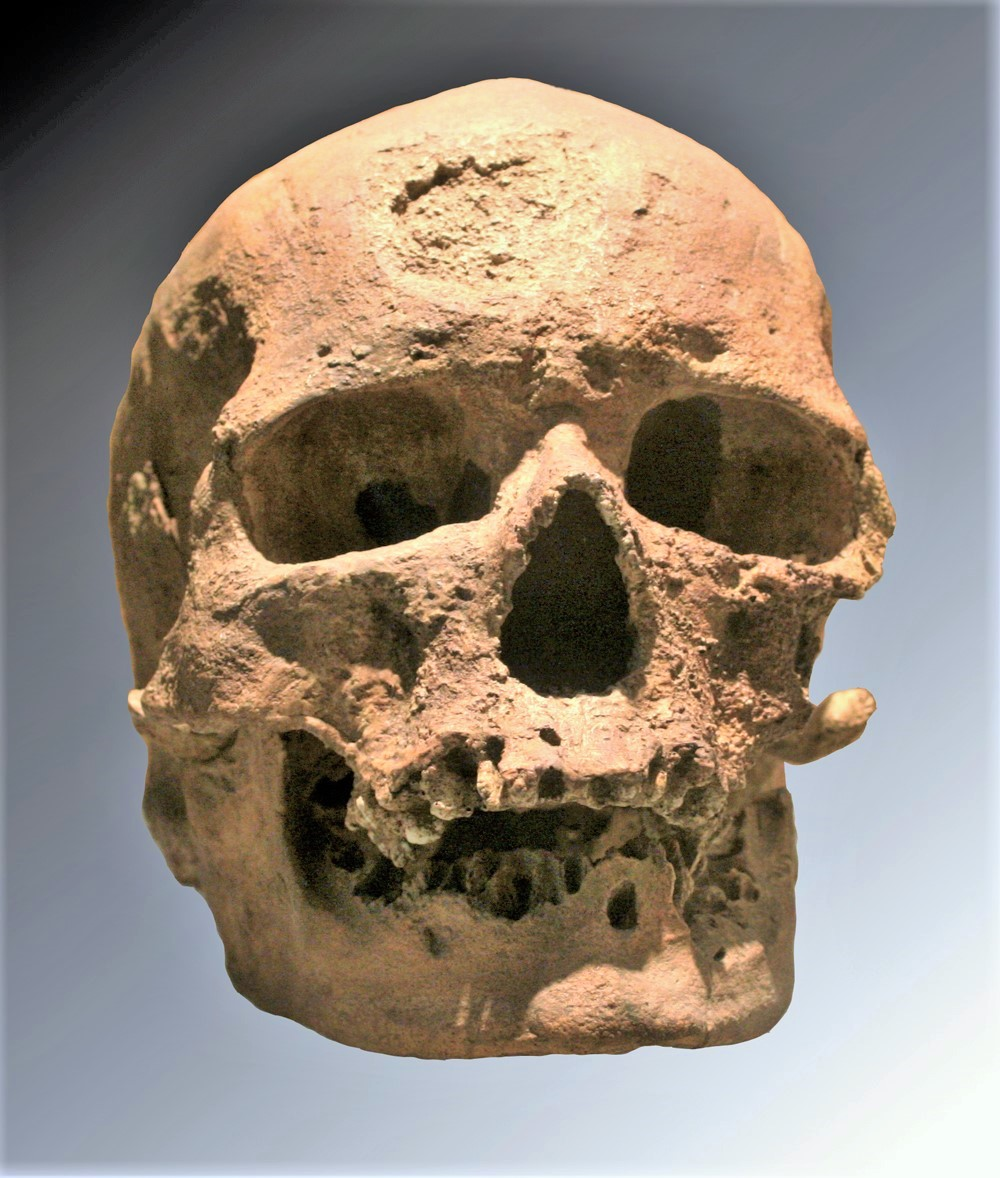
Crani de Cromanyó

L'arribada dels humans moderns (definits com a tipus palentològic Home de Cromanyó sobre la base d'un jaciment francès) es va produir fa 43.000 anys, durant un llarg període interglacial, de clima particularment benigne. La cultura material canvia radicalment: s'hi detecten evidències d'ornamentació corporal, decoració de tot tipus a les parets de les coves i en els objectes, fins i tot instruments musicals. Algunes de les obres d'art prehistòric més importants del món, com les pintures de Lascaux, daten d'aquest període.
Els tipus culturals s'han denominat sobretot a partir de jaciments francesos de la regió de Dordonya:
- Aurinyacià (ca. 38000 - 23000 ae), quan es localitzen les primeres venus paleolítiques i les primeres pintures de la cova de Chauvet (continuen fins al gravetià).
- Perigordià (ca. 35000 - 20000 ae), terme d'ús debatut (perquè implica que els següents subperíodes signifiquen la continuïtat d'una tradició).
  - Châtelperronià (ca. 39000 - 29000 ae), derivat de la cultura mosteriana d'origen neandertal; s'usa per als nuclis Levallois i representa un període de coexistència entre ambdues espècies humanes.
  - Gravetià (ca. 28000 - 22000 ae) – figures de Venus i pintures de la cova de Cosquer.
- Solutrià (ca. 22000 - 17000 ae).
- Magdalenià (ca. 17000 - 10000 ae) – pintures de la cova de Pech Merle (departament de Lot, datades de ca. 16000 ae), Coves de Lascaux (Dordonya, entre 13.000 i 15.00 ae, potser remuntables fins al 25000 ae), Gruta de Trois Frères i cova de Rouffignac (també coneguda com La dels cent mamuts, la més gran del Perigord, amb més de 8 quilòmetres de galeries).

Amb la denominació de "zona francocantàbrica", utilitzada especialment per a l'art paleolític, es denomina una extensa regió al nord de la península Ibèrica i Occitània, on degué haver-hi una densitat de població relativament alta en el període.

## Mesolític

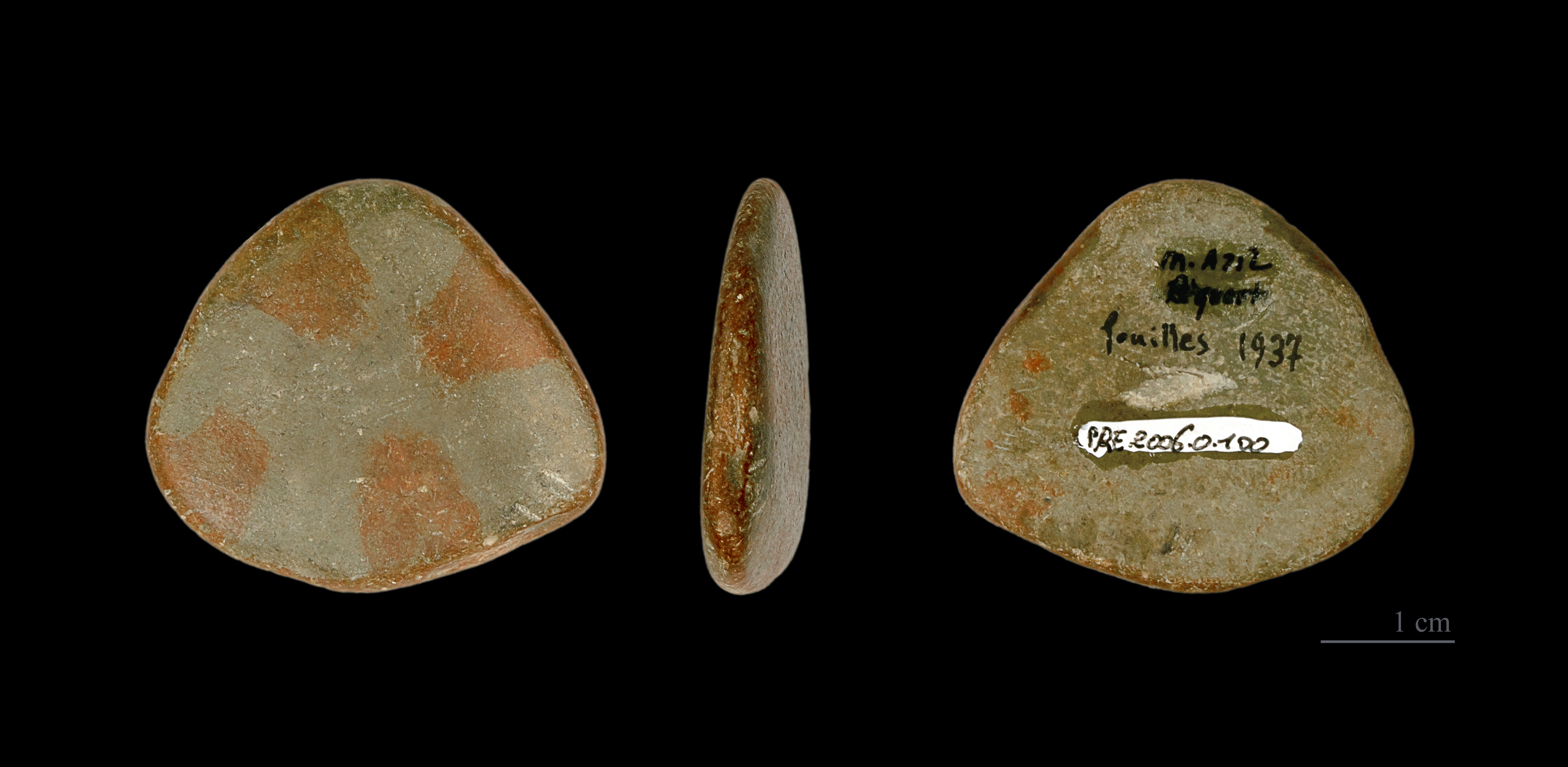
Còdols decorats de Mas d'Azil

La cultura magdaleniana evolucionà cap al període Mesolític o epipaleolític. Al sud-oest de l'actual estat francès i a l'actual espanyol es desenvolupà la cultura aziliana (denominada així per la cova de Mas d'Azil) de l'últim màxim glacial, que coexistí amb cultures mesolítiques europees com el tjongerià del nord-oest, l'ahrensburgià del nord i la Cultura swideriense d'Europa Nord-oriental, totes elles del complex Federmesser. A l'azilià va seguir el sauveterrià al sud de l'actual França i en l'actual Suïssa, el tardenoisià al Nord de l'actual estat francés, i el Maglemosià a Europa del Nord.
No s'ha establert amb certesa si a Europa occidental es desenvolupà una "migració mesolítica" i si a aquest moment es deu l'arribada dels protoindoeuropeus, que van deixar algunes poblacions preindoeuropees, com ibers, aquitans i lígurs. La desaparició del territori abans emergit (que els arqueòlegs denominen Doggerland) i que acabà sota les aigües de la mar del Nord, va tenir un impacte als territoris circumdants, que n'acolliren la població.

## Neolític

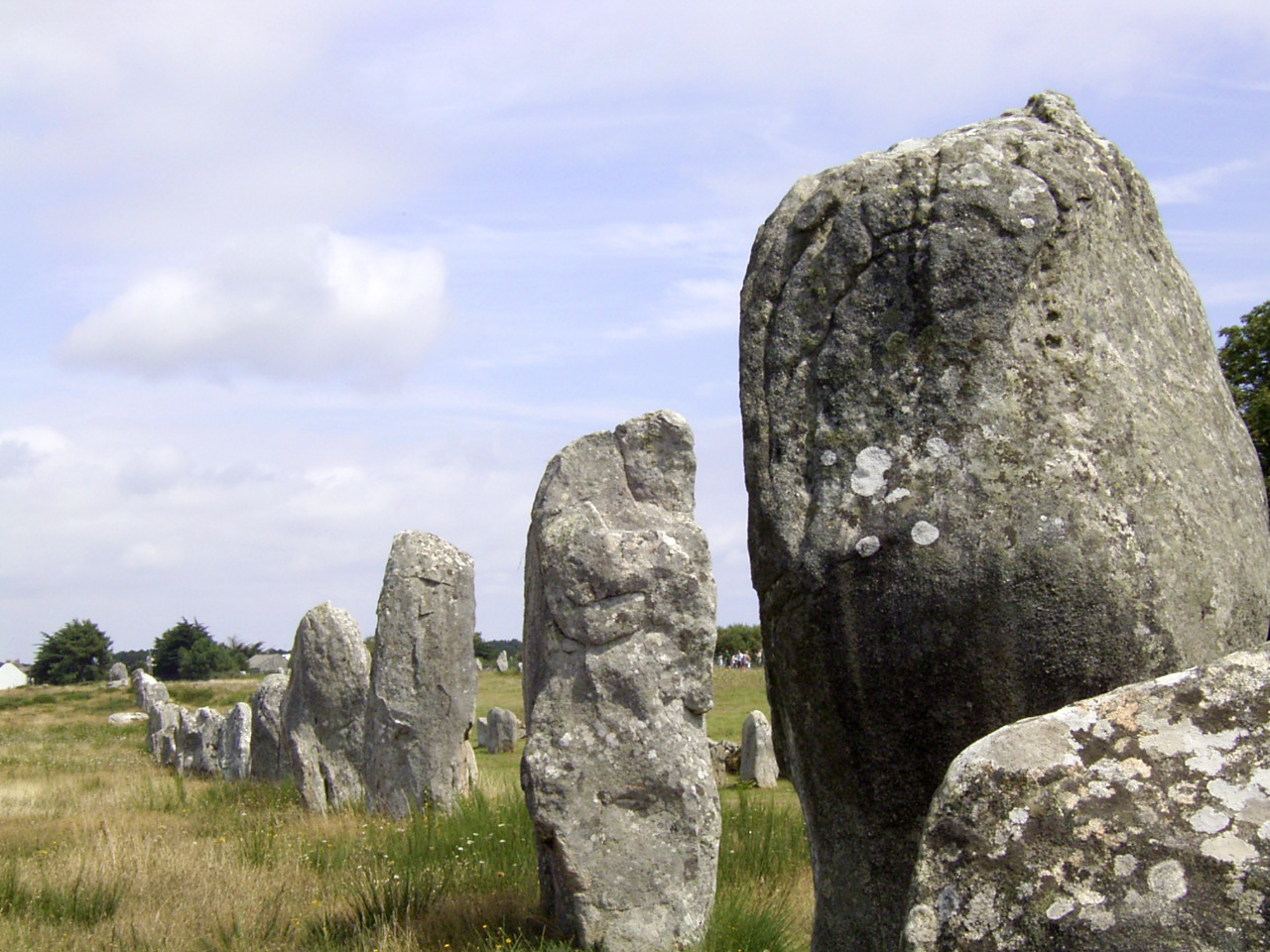
Alineament de Menec, el jaciment megalític millor conegut de les pedres de Carnac

Europa cap a 4500-4000 ae

Europa cap a 4000-3500 ae

El neolític s'inicià a l'Europa nord-occidental entre el 4500 i el 1700 ae). Es caracteritzà per la incorporació de l'agricultura, la ramaderia i els assentaments més complexos. La cultura material va incorporar la ceràmica cardial i la cultura de la ceràmica de bandes (Linearbandkeramik -LBK-). Les teories sobre com va arribar la Revolució neolítica del Creixent Fèrtil d'Orient Mitjà donen dues possibilitats: la migració de pobles, que substituirien els grups de cultura postpaleolítica, o la difusió cultural sense substitució de la població (hipòtesi del substrat preindoeuropeo, hipòtesi Kurgan, hipòtesi de la Vella Europa).
Els jaciments arqueològics francesos inclouen la ceràmica de bandes (ca. 5500-4500 ae), la cultura de Rössen (ca. 4500—4000 ae) i la cultura de Chassey (4500 - 2500 ae -denominada així per la localitat de Chassey-le-Camp a Saona i Loira), que és la cultura neolítica anterior a la cultura del vas campaniforme que es va estendre per les planes i altiplans de la conca del Sena i l'alt Loira.
La zona armoricana (actual Bretanya) i la cultura neolítica del nord de l'actual estat francés es basà en les tradicions de la ceràmica lineal o "ceràmica Limburg", en associació amb la cultura de l'Hoguette.
D'època neolítica provenen els primers monuments megalítics (dòlmens, menhirs, cromlecs i tombes de cambra), estesos per tot el territori, amb una major concentració a Bretanya i Alvèrnia. Els més famosos són els de Carnac (de ca. 3300 ae, o potser anterior) i els de Sent Sulpici de Faleirens.

## Edat del coure

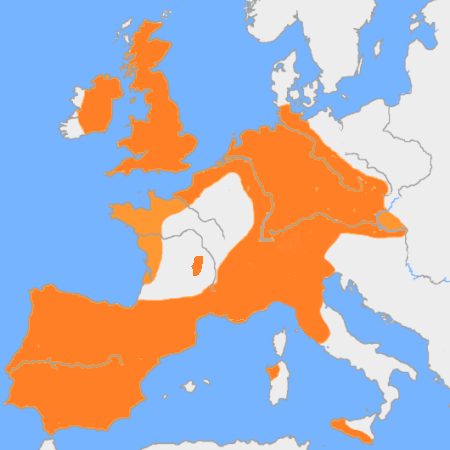
Extensió de la cultura del vas campaniforme (ca. 2800–1900 ae)

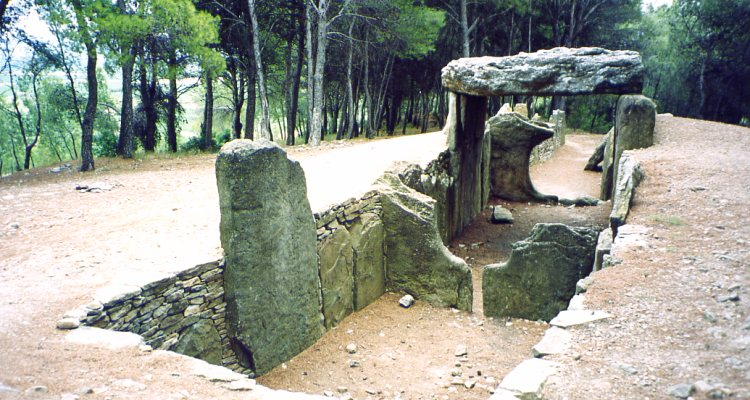
Dolmen de tipus amb galeria coberta a Morrel dos Fados, Aube

Al començament del calcolític o edat del coure es desenvolupa entre els rius Oise i Marne la cultura de Sena-Oise i Marne (Cultura SOM, ca. 3100 - 2400 ae), que dins dels seus monuments megalítics incorpora una galeria coberta (gallery greu) amb un port-hole slab, que separa l'entrada de la cambra d'enterrament principal. Des del 2600 ae, l'artenacià o cultura d'Artenac, també megalítica, s'estengué a Dordonya, possiblement com a reacció a l'avanç dels pobles portadors de la cultura danubiana (com el SOM) cap a l'oest de l'actual estat francés. Armats amb arcs característics, s'establiren a la costa atlàntica i l'actual Bèlgica cap al 2400 ae, i es diferenciaven dels protoindoeuropeus portadors de la ceràmica cardial, que es van establir al Rin. La demarcació d'ambdues zones fou relativament estable més d'un mil·lenni.
Al sud-est, diversos grups evolucionaren a partir de la cultura de Chassey o chassenià i també hi van construir megàlits.
La cultura del vas campaniforme (ca. 2800–1900 ae) s'estengué per la major part de l'actual territori francés, tret del Massís Central, sense alterar significativament les cultures preexistents.

## Edat del bronze

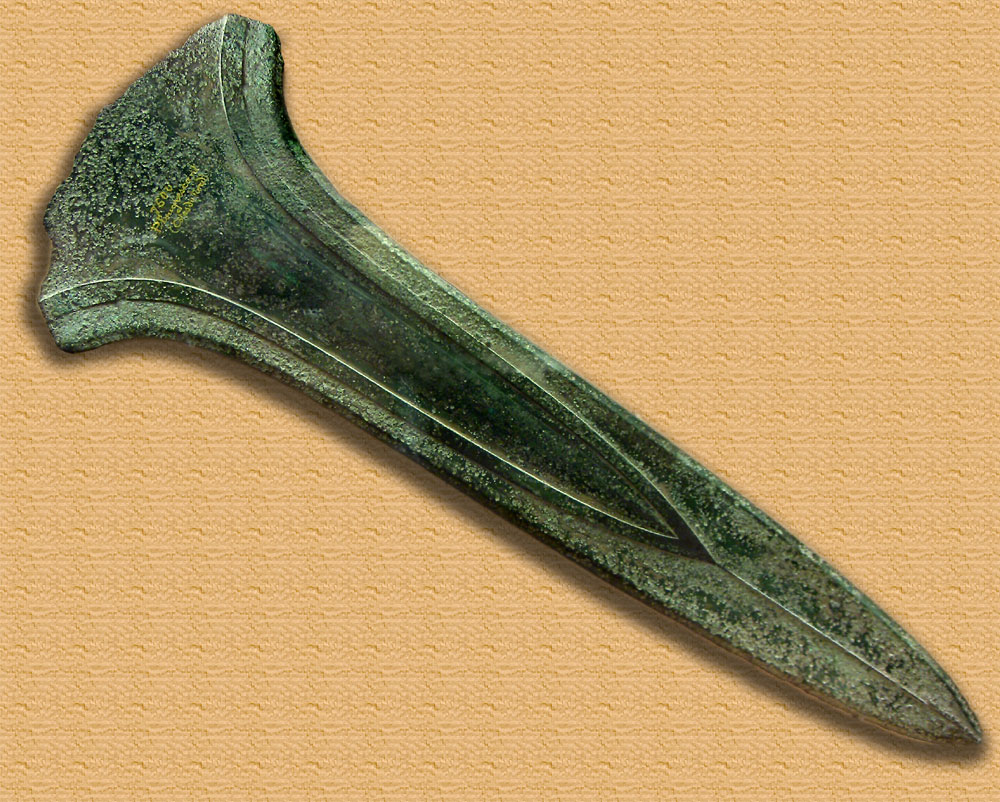
Espasa de bronze, ca. 800 ae, Museu d'Antiguitats nacionals de Saint-Germain-en-Laye

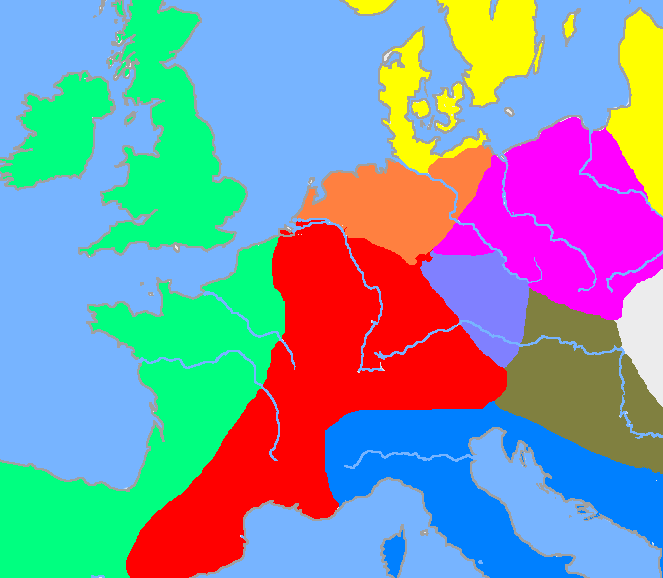
Zones cap al 1200 ae de la cultura dels camps d'urnes central (en roig) la cultura de camps d'urnes septentrional (taronja), la cultura de Knoviz (blava-grisa), la lusaciana (porpra), la danubiana (marró), el bronze final atlàntic (verd) i el bronze nòrdic (groc)

El bronze antic inclou la transicional cultura del vas campaniforme (ca. 2800–1900 ae), la cultura de túmuls (ca. 1600-1200 ae) i la cultura dels camps d'urnes (ca. 1300-800 ae). Els assentaments a Bretanya semblen haver sorgit de la cultura de la ceràmica de bandes, amb alguna influència de la cultura de Wessex i la cultura Unetice, que alguns estudis donen com a possible origen per als celtes com una branca cultural diferenciada de la família indoeuropea (idioma protocèltic). Aquest àmbit cultural fou preeminent a Europa central durant el bronze final; el període de la cultura dels camps d'urnes cresqué molt demogràficament, potser a causa d'innovacions tecnològiques i agrícoles.
Alguns estudis daten en aquest període l'arribada d'alguns pobles preindoeuropeus que uns altres consideren molt més antics, d'època mesolítica.

## Edat del ferro

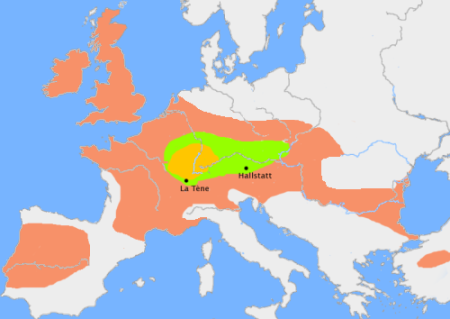
En verd, la possible extensió de l'àrea d'influència protocèltica cap al 1000 ae. En taronja, la zona d'origen de l'estil La Tène. En roig, la possible extensió de l'àrea d'influència cèltica cap al 400 ae

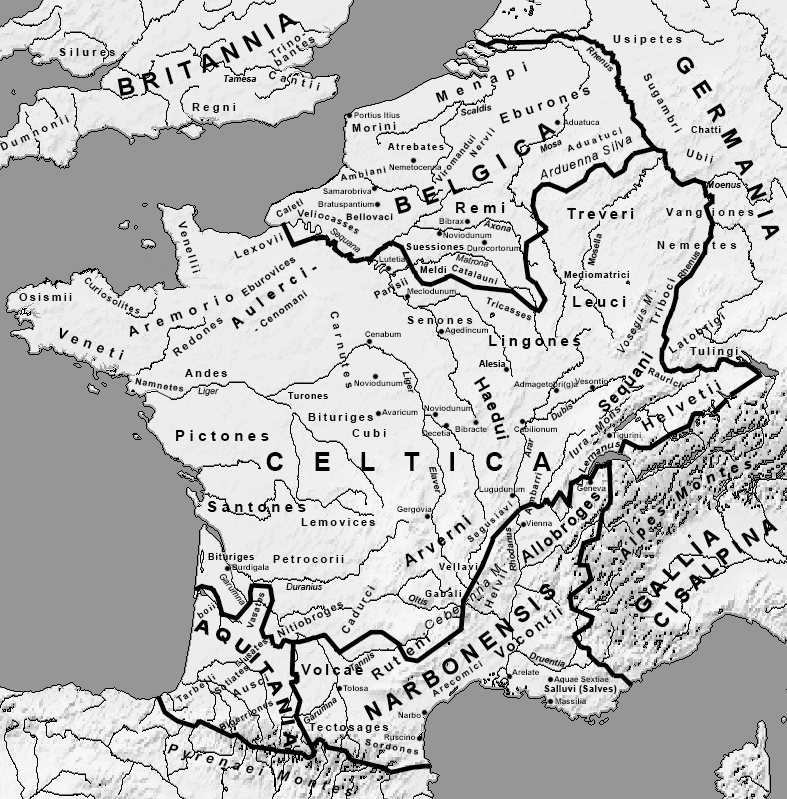
Corònims d'època romana (cap al segle I ae, alguns com a províncies romanes)

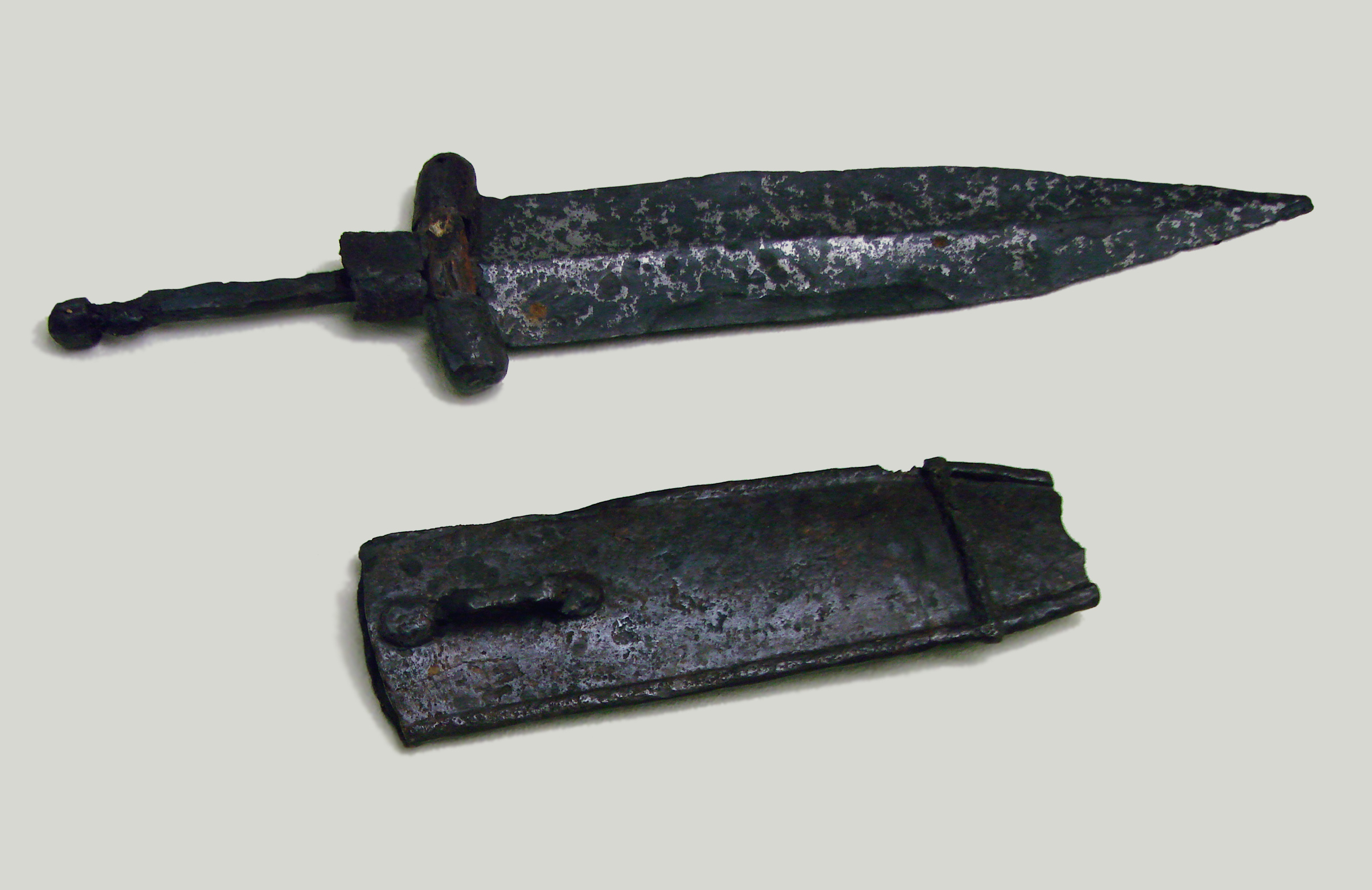
Punyal i funda de la necròpoli de Prosnes (Marne), cultura de la Tène antiga, ca. 475-450 ae

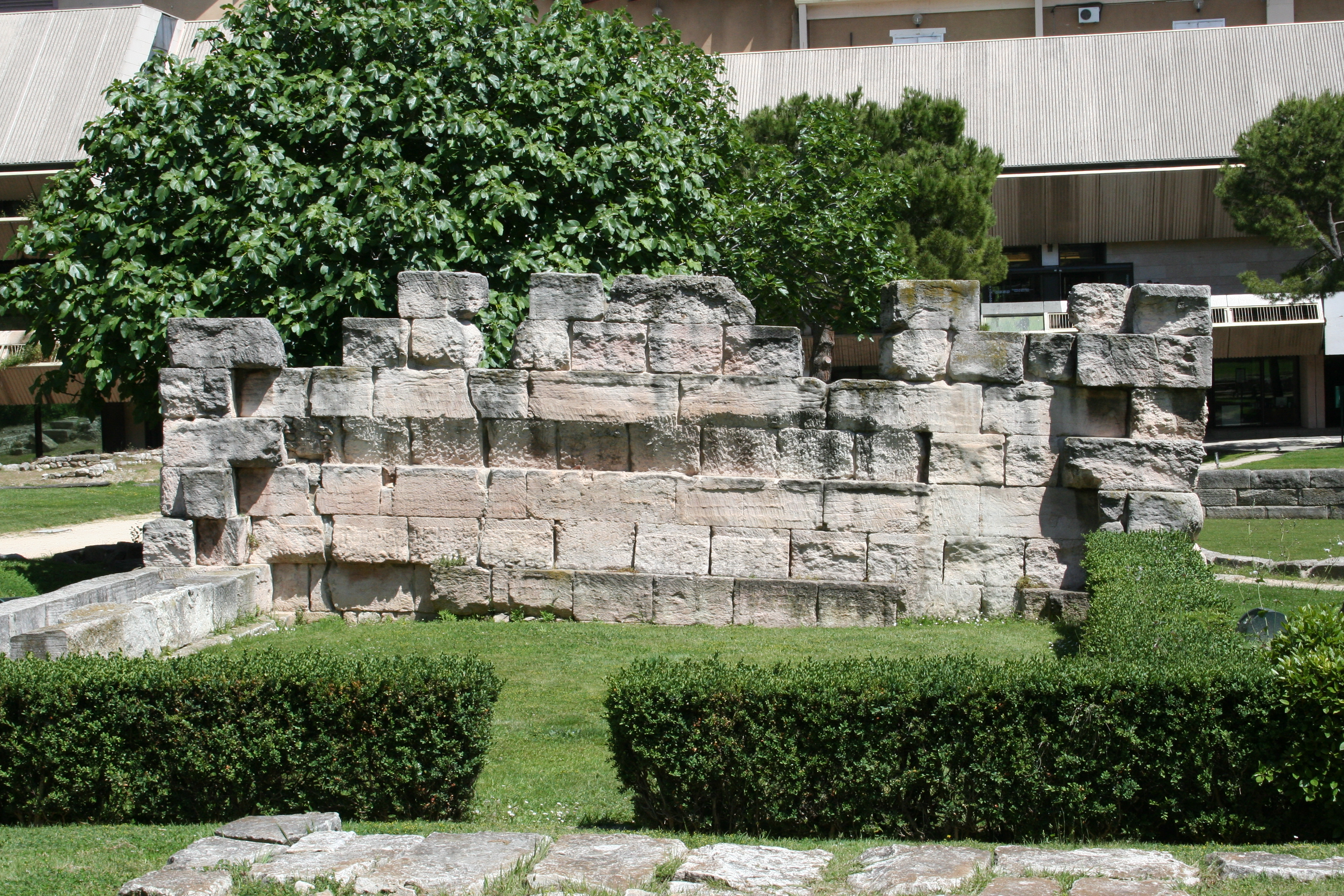
Fortificacions gregues de Massalia,

En l'edat del ferro, l'expansió de la metal·lúrgia a l'actual territori francés es donà durant l'expansió de la cultura de Hallstatt (ca. 700 - 500 ae), que va sorgir a partir de la dels camps d'urnes. Els estudis paleolingüísticos consideren que el poble d'aquesta cultura parlava una llengua (el protocelta) que és l'ancestre comú més antic de totes les llengües cèltiques.
A la Hallstatt va seguir la cultura de la Tène, en una època que presencià el doble impacte de la colonització grega i fenícia de la Mediterrània occidental i el desenvolupament de la civilització etrusca a la Itàlia central. La Tène es donà en l'època final de l'edat del ferro (de mitjan s. V ae a la conquesta de les Gàl·lies per Roma al s. I ae). El seu àmbit territorial va de l'est de l'actual França a l'actual Hongria, passant per Suïssa, Àustria, el sud d'Alemanya i la República Txeca. Pel nord va influir en l'edat del ferro nòrdica.
Els romans que entraren en contacte amb els pobles de la zona (cada vegada més profundament del s. III ae -guerres púniques- als s. II i I ae -conquesta romana de la Gàl·lia-); deien "Gàl·lies" a un extens territori a l'oest del Rin i nord-oest dels Alps (a més de la Gàl·lia Cisalpina, al sud dels Alps) i "gals" als pobles que l'habitaven. Els termes "Cèltica" i "cèltics" (keltoi en grec) eren igualment ambigus i equívocs. Entre "gals" i "germans" (germani, a l'est del Rin) es localitzaven els belgae, i entre "gals" i "celtibers" (celtiberi, en la península Ibèrica) els "aquitans" (aquitani), entre els quals s'inclouen els vascons.

## Cronologia
Totes les xifres són abans de la nostra era (ae).
- 1800000 (dada insegura): eines lítiques de Chilhac (Alt Loira).
- 1570000: eines lítiques de Lesinhan la Ceba.
- 1050000-1000000: eines lítiques de grotte du Vallonnet, prop de Menton.
- 900000: començament de la glaciació de Günz (estadi beenstonià).
- 700000: eines lítiques a Bretanya.
- 600000: començament de l'interglacial Günz-Mindel (estadi cromerià). Aparició d'Homo heidelbergensis a Europa.
- 450000: humà de Tautavel (possiblement Homo heidelbergensis).
- 410000: començament de la glaciació de Mindel (estadi Anglian -Mindel I-). Cultura abbevil·liana: evidències de l'ús del foc.
- 400000: Mindel II. Cultura lítica "proto-Levallois".
- 400000-380000: Terra Amata (Niça), amb evidències d'ús de foc.
- 300000: començament de l'interglacial Mindel-Riss (estadi hoxnià).
- 300000: aparició de l'Homo Neanderthalensis a Europa.
- 200000: començament de la glaciació de Riss (estadi wolstonià -Riss I-).
- 190000: Riss II.
- 140000:Riss III.
- 130000: començament de l'interglacial Riss-Würm (estadi eemià).
- 70000: començament de la glaciació Würm.
- 62000: interglacial Würm I-II.
- 57000: interglacial Brorup.
- 55000: Würm II.
- 40000: interglacial Laufen. Arribada dels humans moderns a Europa (tipus humà de Cromanyó definit en un jaciment de l'estat francés).
- 35000: Würm IIIa, cultura châtelperroniana.
- 33000: màscara de la Roche-Cotard, de cultura mosteriana.
- 32000: Aurinyacià.
- 30000: primeres mostres d'art paleolític a l'estat francés. Desaparició de l'humà de Neanderthal.
- 28000: interglacial Arcy.
- 27500: Würm IIIb.
- 25000: interglacial Paudorf.
- 23000: Würm IIIc.
- 18000: fi de la glaciació Würm.
- 18692: començament del solutrià.
- 16000: refredament climàtic (Dryas).
- 15000: magdalenià.
- 15300: pintures de Lascaux.
- 14500: magdalenià mitjà. Oscil·lació Bolling.
- 14100: refredament climàtic (Dryas).
- 14000: oscil·lació Allerod.
- 13500: magdalenià superior.
- 13000: cultura d'Hamburg.
- 10300: refredament climàtic (Dryas recent).
- 9500: començament de l'holocé.
- 4800: aparició de la cultura de la ceràmica de bandes a l'estat francés.
- 4650: Corteson (Valclusa), l'assentament neolític més antic de l'estat.
- 4000:Bercy, assentament neolític de la cultura de Chassey.
- 3610: primers megàlits.
- 3430: assentament de la cultura de Chassey a Saint Michel du Touch (prop de Tolosa de Llenguadoc).
- 3430: aparició de la cultura de Rössen a Baume de Gonvilla (Alt Saona).
- 3250: expansión de la cultura de Chassey a Occitània, del Lot a Valclusa.
- 3190: cultura de Chassey a Calvados.
- 2530: cultura de Chassey a Pas de Calais.
- 2450: fi de la cultura Chassey a Eure i Loir.
- 2400: fi de la cultura de Chassey a Saint-Mitre (Ralhana, Alps de l'Alta Provença).
- 2300: assentament de Ponteau (Lo Martegue, Provença), de la cultura del vas campaniforme.
- 1800: inici de l'edat del bronze.
- 800: aparició de la cultura dels camps d'urnes, a través del Rin i el Mosel·la, expandint-se per la Xampanya.
- 725: començament de la cultura de Hallstatt.
- 680: fundació d'Antipolis (actual Antíbol), la primera colònia grega a la costa mediterrània de l'actual França.
- 600: fundació de Massàlia (actual Marsella) com a colònia focea.[14]
- 450: la cultura de la Tène apareix a la Xampanya i s'expandeix fins al riu Garona: dona inici a la civilització cèltica local, identificada amb el conjunt de pobles denominats "gals" (els termes "cèltics" -keltoi-, "gàlates" o "gals" s'utilitzen de manera intercanviable, ambigua i equívoca en els texts antics grecoromans).
- 390: els gals dirigits per Brennus saquegen Roma.
- 121: ocupació romana de la Gallia Narbonensis.
- 118: fundació de la colònia romana de Narbo Martius (Narbona).
- 58-51: conquesta de les Gàl·lies per Juli Cèsar.